# Toilettas

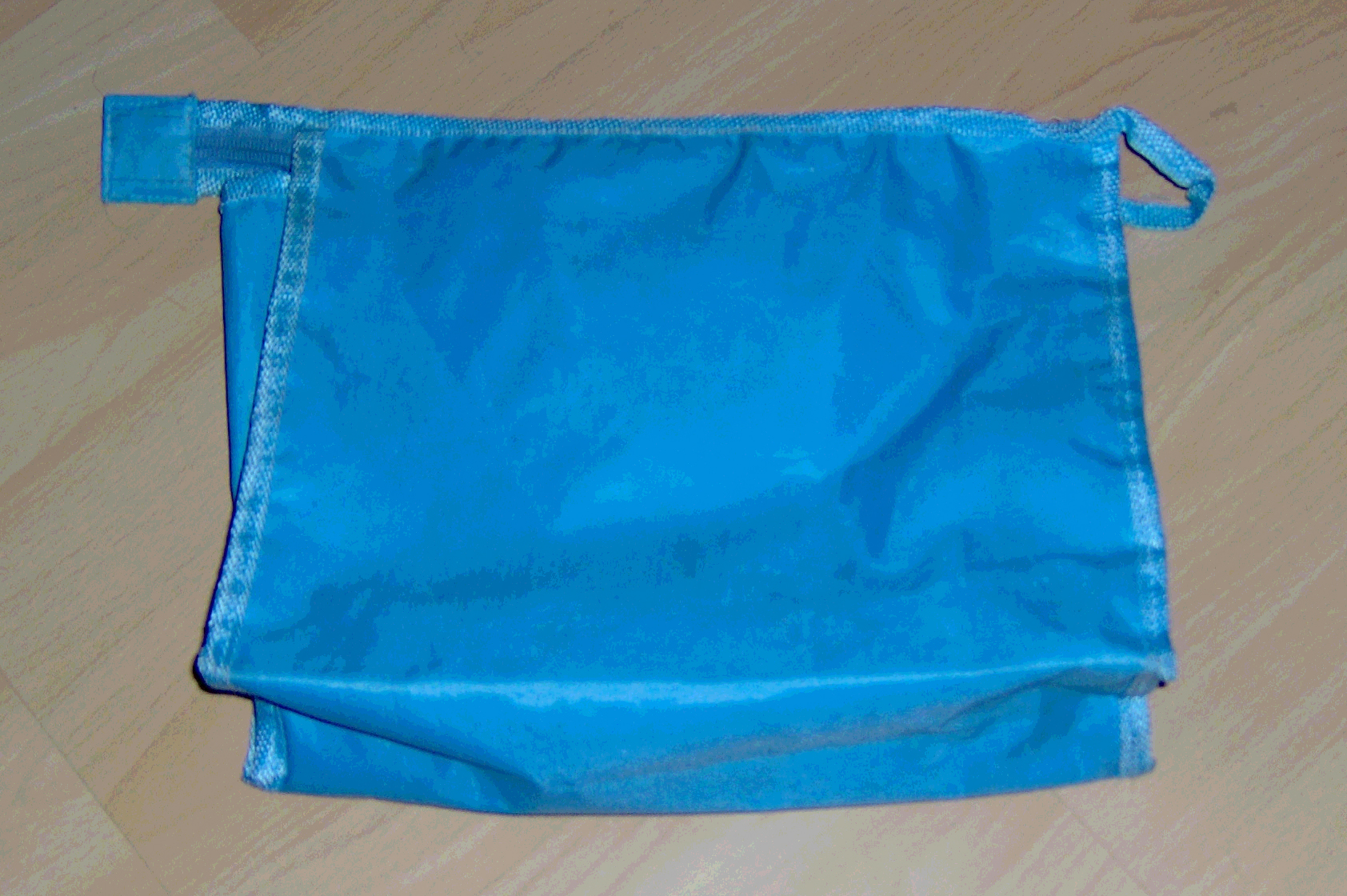
Een simpele lichtblauwe toilettas.

Een toilettas of toiletzak is een kleine tas die wordt gebruikt om toiletartikelen bij elkaar in op te bergen of te vervoeren tijdens een reis of op een vakantiebestemming.
In een toilettas vindt men bv make-up, aftershave, deodorant, lippenbalsem, kam, tandenborstel, tandpasta, haarborstel, maandverband, medicijnen en allerlei andere artikelen om zich te verzorgen of op te frissen.